# Scheer & Foppen

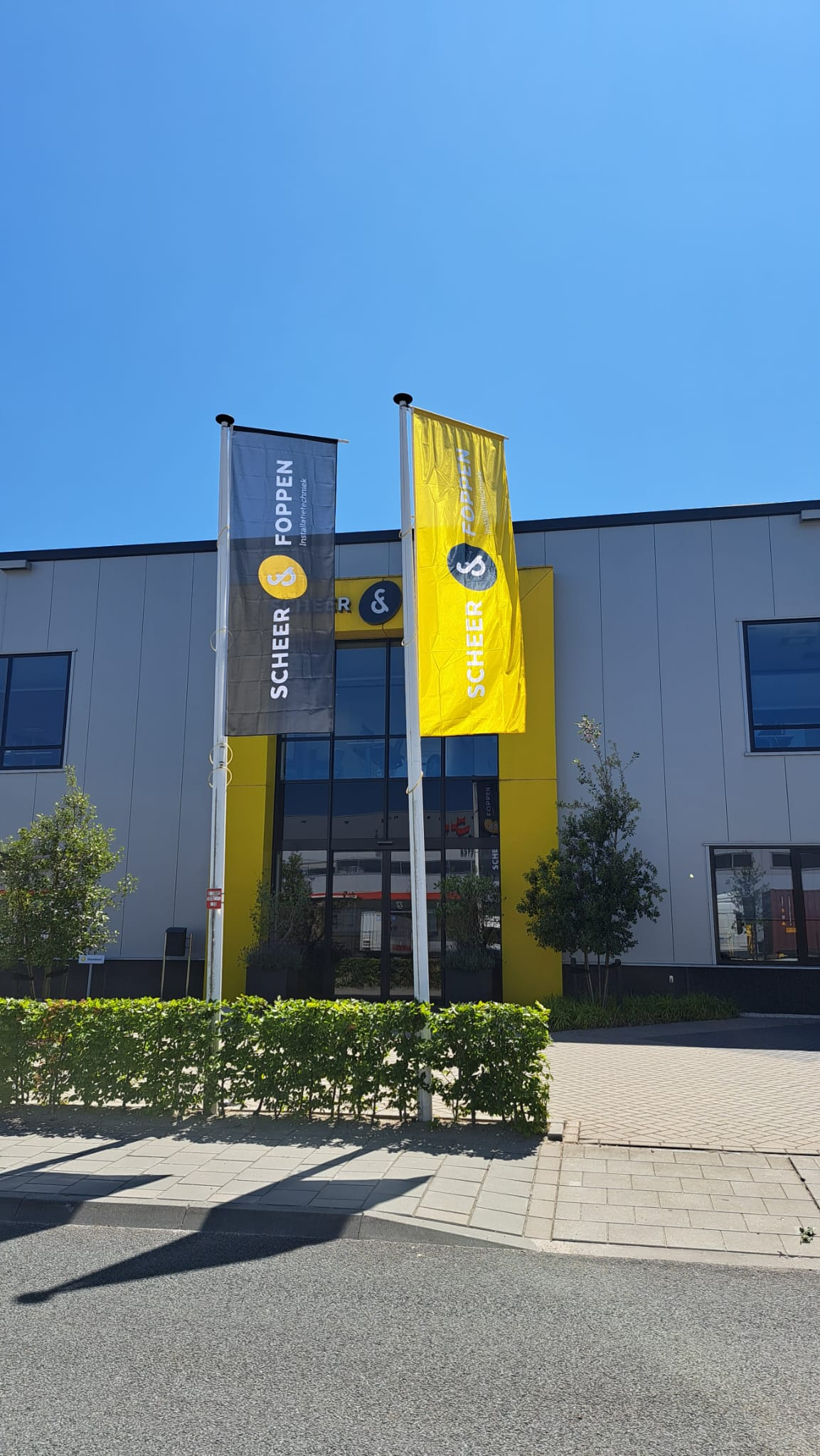

Scheer & Foppen Installatietechniek (SFI)  is een toonaangevend Nederlands installatiebedrijf met een rijke geschiedenis en een sterke focus op elektrotechnische en werktuigbouwkundige installaties. Vanuit het hoofdkantoor in Harderwijk levert SFI technische totaaloplossingen aan klanten in de woningbouw, utiliteit en service & onderhoud.

## Geschiedenis
De oorsprong van Scheer & Foppen Installatietechniek gaat terug naar 1964, toen Aart Foppen op 26-jarige leeftijd begon als zelfstandig ondernemer in de installatietechniek in Harderwijk. Hij werkte destijds bij het installatiebedrijf van Henk Scheer, dat hij later overnam. Zo ontstond de naam Scheer & Foppen Installatietechniek.
Naast het installatiewerk verkocht zijn vrouw vanuit huis lampen – eerst vanaf de zolderkamer, later vanuit een winkelpand. De winkel trok steeds meer klanten en het assortiment werd stap voor stap uitgebreid. Dat leidde in de jaren daarna tot de ontwikkeling van een elektronicatak, die zich los van het installatiebedrijf tot een landelijke winkelketen ontwikkelde.
Geleidelijke groei
De technische dienstverlening bleef echter de kern van het oorspronkelijke familiebedrijf. Wat begon met elektrotechniek (“E”) breidde zich uit met werktuigbouwkunde (“W”) en uiteindelijk met een professionele servicedienst voor onderhoud en beheer van installaties. Daarmee groeide Scheer & Foppen Installatietechniek uit tot een compleet en allround installatiebedrijf.
Vandaag de dag
Scheer & Foppen Installatietechniek is nog steeds actief en succesvol. De onderneming richt zich op het ontwerpen, realiseren en onderhouden van technische installaties voor onder meer woningcorporaties, bouwbedrijven, gemeenten en particulieren. Met een focus op kwaliteit, vakmanschap en duurzame oplossingen blijft SFI een betrouwbare speler binnen de Nederlandse installatiesector.

## Faillissement voor de elektronicatak
Let op: In 2016 werd de elektronicatak van Scheer & Foppen failliet verklaard. Dit betrof echter uitsluitend de winkelketen en bijbehorende webshops. De installatietak — Scheer & Foppen Installatietechniek — maakte géén deel uit van dit faillissement en is sindsdien zelfstandig en succesvol blijven opereren. 